# Michel Crauste
Vous lisez un « bon article » labellisé en 2015.

a Compétitions nationales et continentales officielles uniquement.

b Matchs officiels uniquement.
Michel Crauste, né le 6 juillet 1934 à Saint-Laurent et mort le 2 mai 2019 à Pau, est un joueur de rugby à XV international français qui évolue principalement au poste de troisième ligne aile des années 1950 jusqu'à la fin des années 1960.
Il compte soixante-trois sélections en équipe de France entre 1957 et 1966, nouveau record, et a marqué 30 points. De 1960 à 1966, il a disputé 44 matchs consécutifs avec l'équipe de France, un record pour l'époque. Il est l'un des acteurs de la victoire française lors de quatre Tournois des Cinq Nations d'affilée (1959, 1960, 1961 et 1962) et a participé à la tournée en Nouvelle-Zélande et en Australie en 1961 et en Afrique du Sud en 1964. Il a été capitaine de l'équipe de France à 22 reprises avec un résultat de quinze victoires, de cinq matchs nuls et de deux défaites.
Parti à Paris pour raisons professionnelles (école de l'Électricité de France), il joue d'abord avec le club du Racing CF ; il rejoint ensuite le FC Lourdes. Il est champion de France de rugby en 1959 avec le Racing, 1960 et 1968 avec Lourdes.
Il est surnommé Le Mongol ou Attila pour son air vaguement asiatique et sa fine moustache.

## Carrière sportive

### Enfance et études

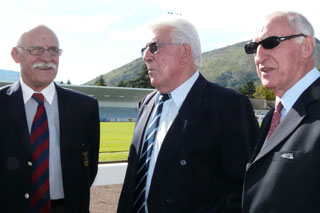
À Lourdes en 2008, Michel Crauste à gauche reçoit François Moncla et Pierre Albaladejo.

Michel Crauste est né le 6 juillet 1934 à Saint-Laurent (Landes). Il vit d'abord à Saint-Sever (1938-1947) ; sa famille rejoint ensuite la maison de sa mère à Saint-Laurent. Michel Crauste a un frère aîné Claude, né en 1933 et un autre plus jeune, Jean-Louis, né en 1938. Il pratique d'abord le football, le basket-ball et l'athlétisme. Il commence le rugby à XV au collège d'Aire-sur-l'Adour dans les Landes. Il est pensionnaire au collège à l'âge de 13 ans. Il joue talonneur puis trois-quarts centre avant de se fixer comme troisième ligne aile.
Il obtient un certificat d'aptitude professionnelle (CAP) et un Brevet d'enseignement industriel (BEI) d'ajusteur-mécanicien et le CAP de dessinateur industriel,. Il intègre à 16 ans l'École Nationale des Métiers de l'Électricité de France de Gurcy-le-Châtel en Seine-et-Marne.
François Moncla, originaire de Louvie-Juzon dans les Basses-Pyrénées, a deux ans de plus que Michel Crauste ; il est professeur technique à l'école (moniteur pour les travaux sur les réseaux électriques), il entraîne l'équipe de rugby de l'école ; il joue déjà en senior au Racing club de France et il est responsable de l'équipe des juniors ; il le convainc de rejoindre son équipe junior en 1951. À l'école, en cadet, il dispute le championnat régional ; avec ses coéquipiers, il est champion d'académie de Paris. Il y fait connaissance d'Arnaud Marquesuzaa, originaire de Mauléon-Licharre (Basses-Pyrénées).
Michel Crauste témoigne : « S'il existe un homme dans le rugby à qui je dois beaucoup, c'est bien François Moncla. Ce qui était né entre nous, spontanément et sans contrainte, porte un nom bien simple : l'amitié. François fut pour moi plus qu'un ami, il se comporta comme un frère de plus que m'aurait donné la vie ».
En 1955, il est incorporé à la caserne Pérignon, à Toulouse, puis il fait son service militaire au bataillon de Joinville avec Arnaud Marquesuzaa, avec une parenthèse au DAT de Versailles ; il décide alors de se consacrer entièrement au rugby,.

### Débuts avec le Racing, premiers titres
Michel Crauste rejoint donc l'équipe junior du Racing club de France en 1951. Il est champion de France junior Reichel en 1954 avec le Racing, à Toulouse, contre le Stadoceste tarbais,. Il intègre l'équipe senior du Racing en 1954 avec un premier match disputé à Romans contre les coéquipiers de Robert Soro.
Pour la première journée du championnat de France de rugby à XV 1955-1956, les coéquipiers de Michel Crauste s'imposent 38 à 3 contre l'US Bergerac. Gérard Dufau, Arnaud Marquesuzaa et Michel Vannier font partie de cette équipe du Racing et se mettent en valeur, comme le jeune Michel Crauste, alors âgé de 21 ans. Pour la réception du Stade montois sur la pelouse du stade Jean-Bouin en mars 1956, la troisième ligne Moncla-Crauste-Brun brille et soutient les première et deuxième ligne parisiennes qui dominent les avants landais.
Michel Crauste reçoit sa première cape à l'âge de 22 ans le 19 mai 1957,. Il est retenu pour affronter la Roumanie à Bucarest, au stade du 23 août. C'est le premier déplacement des Français à Bucarest et le match de rugby à XV est associé à un match de football devant une assistance de 95 000 spectateurs,. La France s'impose 18 à 15.
Une semaine après, le 26 mai 1957 au stade Gerland de Lyon, les joueurs du Racing et Michel Crauste disputent la finale du championnat de France 1956-1957 (défaite 16 à 13 contre le Football club lourdais). Lourdes mène tout d'abord par 11-0 grâce à trois essais marqués par Rancoule, Domec et Barthe. Le Racing revient au score 11-10 avec deux essais de Gri et Vannier.
Roger Martine remplace à l'ouverture lourdaise Antoine Labazuy, blessé, pour le tournant du match.
« Moncla, Brun et moi, nous montions à fond en défense sur les trois-quarts centres lourdais, Roger Martine et Maurice Prat, alors qu'Antoine Labazuy se contentait de distribuer les ballons au pied ou à la main, sobrement. Martine le remplaçant, ayant constaté cet état de fait, en profita pour mener une offensive personnelle qui nous prit complètement à contre-pied et envoya Rancoule à l'essai. Du grand art, un chef-d'œuvre tactique dans un match plein de mouvements et d'indécision jusqu'à la fin », se souvient Michel Crauste.
Michel Crauste fait ses débuts dans le Tournoi en 1958, il fait partie de l'équipe qui bat l'équipe du pays de Galles à l'Arms Park de Cardiff (16-6),. C'est la deuxième victoire française au pays de Galles de toute l'histoire et la première victoire depuis six ans contre les Gallois. La France a perdu ses deux premiers matchs du Tournoi ; elle remporte les deux derniers. La victoire contre l'Irlande est chanceuse ; Michel Crauste a convaincu les observateurs. Michel Crauste est sélectionné pour la réception de l'Australie ; il prend une balle en touche à deux mètres de la ligne d'en-but et marque le premier essai.
Michel Crauste ne participe pas à la tournée de l'équipe de France de rugby à XV en 1958 en Afrique du Sud, la première tournée d'une équipe de rugby à XV représentant la France dans une nation du Commonwealth de l'hémisphère Sud, qui aboutit à une victoire finale sur la série de test matchs (avec une victoire et un match nul). Il préfère rester au chevet de sa femme, malade.
Il fait partie de l'équipe qui gagne son premier tournoi en solitaire en 1959. Les Français terminent seuls en tête du Tournoi, avec deux victoires, un nul et une défaite. C'est moins bien qu'en 1951, 1954 et 1955 (trois succès) mais les adversaires se sont neutralisés ; Lucien Mias dirige alors l'équipe. Pour le match décisif contre le pays de Galles, ce sont les avants qui sont à l'origine des deux essais (marqués par un avant, François Moncla). À la 22e minute, Lucien Mias prend le ballon en touche, perce et donne à Moncla. En fin de match, Danos alerte le pack, Michel Crauste charge, Mias fait de même et Moncla finit le mouvement,.
Lors de la saison de championnat de France de rugby à XV 1958-1959, le Racing prend sa revanche sur le FC Lourdes en demi-finale en s'imposant 19 à 3, ce qui provoque une crise dans le club des Hautes-Pyrénées,. Le 24 mai 1959 au Parc Lescure de Bordeaux, sous la direction d'Albert Ferrasse en tant qu'arbitre, les coéquipiers de Michel Crauste affrontent le Stade montois en finale, ils réussissent à s'imposer 8-3. Les Landais comptent pourtant neuf internationaux en titre ou à venir. Avant la mi-temps, sur une mêlée fermée, Michel Crauste s'échappe, passe à Arnaud Marquesuzaa qui perce, lui redonne la balle. Après plusieurs passes, c'est Stéphane Boize qui marque l'essai et donne un avantage de 8-0 (essai transformé, un but est marqué en début de match). Si Guy Boniface marque un essai, la victoire est acquise aux Parisiens.

### Départ à Lourdes, nouveaux titres
En 1959, François Moncla rejoint la Section paloise, Michel Crauste et Arnaud Marquesuzaa le FC Lourdes pour revenir au pays. Michel Crauste admire alors le jeu pratiqué par Lourdes et souhaite rejoindre ce club,. Au départ, les trois joueurs signent une licence pour le club du FC Lourdes mais Roger Lerou, président du Racing club de France, effrayé, refuse la mutation de Moncla qui choisit alors la Section paloise,. Trois internationaux lourdais sont partis : Jean Barthe, Henri Rancoule et Pierre Lacaze ; François Labazuy a également quitté le club de la cité mariale. Jean Prat a mis fin à sa carrière de joueur pour devenir entraîneur. Maurice Prat a également arrêté.

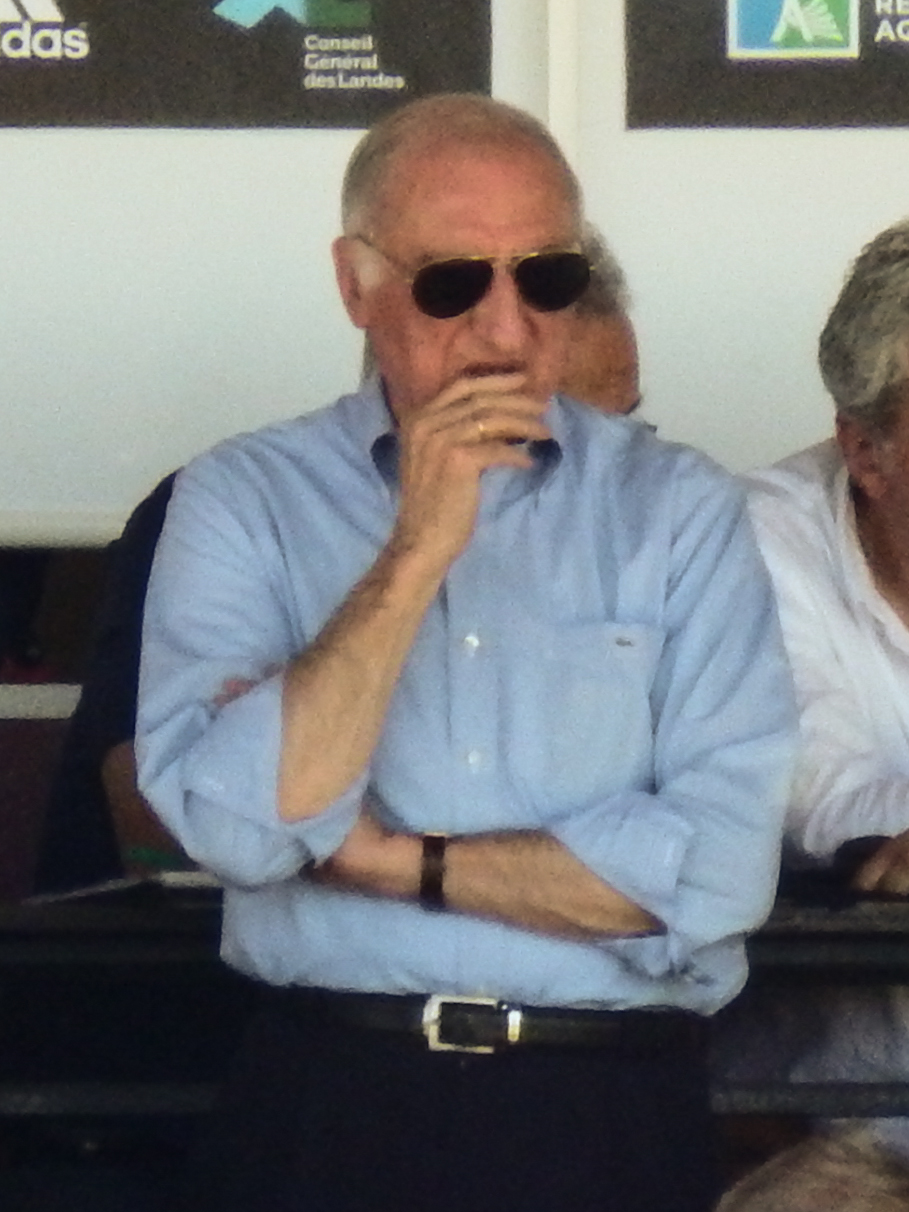
Pierre Albaladejo, ici en 2015, joue avec Michel Crauste en équipe nationale de 1960 à 1964.

Pour sa première saison, dirigé par Jean Prat, il est champion de France, malgré un début de saison compliqué avec trois défaites à domicile. Il s'impose de longs footings en compagnie de son entraîneur pour parfaire sa condition physique. En demi-finale, les Hauts-Pyrénéens l'emportent difficilement 13-8 contre l'US Dax. En finale, Lourdes affronte l'AS Béziers le 22 mai 1960 au stadium de Toulouse. Michel Crauste est bon en longue touche en complément de Roland Crancée, qui saute sur les lancers courts. En défense, il est solide comme toute la troisième ligne (Michel Crauste, Roland Crancée, Henri Domec). Et les trois sont efficaces offensivement pour servir Antoine Labazuy dans un fauteuil ; il alterne le jeu au pied et le jeu d'attaque avec la paire de centres Roger Martine-Arnaud Marquesuzaa. Michel Crauste marque ainsi le deuxième essai de la finale après avoir été servi par Roger Martine. Si Lourdes gagne 14-11, la victoire est plus nette que le score ne l'indique.
François Moncla succède à Lucien Mias comme capitaine de l'équipe de France en 1960. Lors de la deuxième rencontre du Tournoi 1960, l'équipe de France concède le match nul 3-3 à Colombes, contre l'Angleterre. Les coéquipiers de Michel Crauste s'imposent le 26 mars 1960 16 à 8 au pays de Galles à Cardiff puis gagnent 23 à 6 les Irlandais, soit le plus large succès sur des Britanniques. La France s'impose seule dans le Tournoi, c'est le Petit Chelem, une victoire sans défaite (trois matchs gagnés et un match nul). Les Français rééditent cette performance en Tournoi 1961, pour une nouvelle victoire avec le Petit Chelem. Entre-temps, le troisième ligne lourdais est sélectionné pour la tournée de l'équipe de France en 1960 en Argentine et dispute deux test-matchs victorieux.
Le 18 février 1961, un match très engagé oppose Français et Sud-Africains, les avants vont au combat et le score reste nul et vierge 0 à 0,.
Le troisième ligne lourdais est retenu pour effectuer la tournée de l'équipe de France en Nouvelle-Zélande et en Australie en 1961. Michel Crauste joue le premier test match, la France s'incline 13-6 contre les All Blacks,. Le deuxième test, à Wellington, se dispute dans une tempête, rendant compliqué les lancers et les renvois au pied. Les All Blacks s'imposent 5-3. Il dispute également le troisième test-match contre les All Blacks et le quatrième test-match face aux Wallabies. Michel Crauste dispute 11 des 15 matchs de la tournée, les 4 test-matchs. Lors d'un match de tournée, contre une équipe locale, une femme néo-zélandaise s'avance jusqu'au milieu du terrain, pour le frapper de son parapluie car il a plaqué sévèrement un joueur,.
Nommé capitaine de l'équipe de France, le 24 février 1962, il marque trois essais contre l'Angleterre dans le cadre du Tournoi des Cinq Nations 1962.
Jean Prat prend la direction de l'équipe de France en 1964, son frère Maurice devient alors entraîneur de Lourdes. Puis c'est Roger Martine qui dirige les Lourdais.
Il est retenu pour effectuer la tournée de l'équipe de France en Afrique du Sud. Le 25 juillet 1964, il affronte les Springboks à Springs. Les circonstances sont peut-être les plus difficiles possibles. La pression est importante : la précédente tournée de l'équipe de France de rugby à XV en 1958 en Afrique du Sud a été la première tournée d'une équipe de rugby à XV représentant la France dans une nation du Commonwealth de l'hémisphère Sud et elle aboutit à une victoire finale sur la série de test matchs (avec une victoire et un match nul). La France domine le match grâce au pack d'avants, elle prend l'avantage sur un essai de l'ailier Christian Darrouy. C'est Michel Crauste qui est à l'origine de l'essai en plaquant sévèrement le centre Gainsford. Les Sud-Africains manquent une transformation et la France s'impose 8-6. Michel Crauste est le capitaine de cette équipe, c'est lui qui appelle le pack d'avants le « pack des bestiaux »; Jean Prat est l'entraîneur des Français.
Michel Crauste joue encore les Tournois 1965 et 1966, avant de prendre sa retraite internationale.

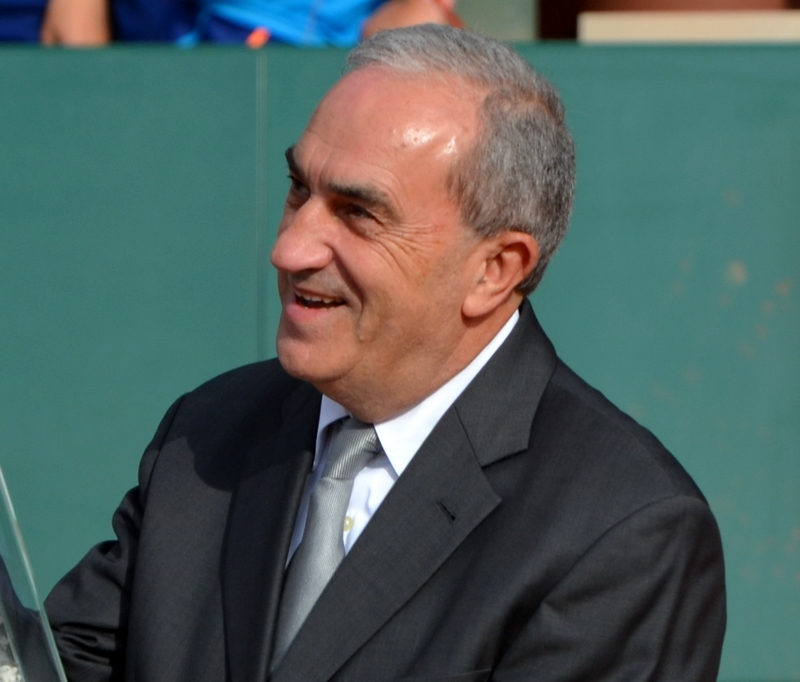
Jean Gachassin, coéquipier de Michel Crauste en club de 1960 à 1969.

Le 26 mars 1966, le pays de Galles et la France s'affrontent à Cardiff avec la victoire dans le Tournoi comme enjeu, les Gallois l'emportent 9 à 8. Stuart Watkins, l'ailier gallois, intercepte une passe de Jean Gachassin et marque l'essai de la victoire. Midi olympique écrit : « le pack français trahi ! ». La Fédération en profite pour démettre Jean Prat de sa fonction d'homme de terrain, pour écarter Jean Gachassin, André, Guy Boniface, et Michel Crauste,. Pourtant, entre mars 1964 et mars 1966, en deux années, la France a remporté 11 victoires, concédé 3 matchs nuls pour 2 défaites. Michel Crauste termine son bail avec l'équipe de France en pleine gloire, « conscient à la fois de l'avoir bien servie mais aussi d'en avoir tiré des satisfactions infinies et des enseignements qui me seraient utiles toute ma vie durant ».
Avec le club de Lourdes, Michel Crauste parvient à remporter le Challenge Yves du Manoir lors des saisons 1965-1966 et 1966-1967, après avoir été demi-finaliste du championnat en 1964 et 1965.
Lors du championnat de France de rugby à XV 1967-1968, le Football club lourdais réalise une démonstration offensive en huitième de finale contre l'équipe de La Voulte des frères Guy et Lilian Camberabero avec une victoire 47 à 9 et neuf essais à 0; il s'impose logiquement 9-3 contre le Stade montois en quart de finale, puis parvient à atteindre la finale en éliminant Tarbes en demi-finale. Il affronte le RC Toulon le 16 juin 1968 au stadium municipal de Toulouse. Les deux équipes se neutralisent 9-9. La finale repoussée de plusieurs semaines ne peut pas être rejouée. Lourdes l'emporte au bénéfice des essais.
Écarté des terrains sur blessure, le 30 décembre 1968, Michel Crauste fait sa rentrée avec le FC Lourdes contre Cognac pour une victoire convaincante 20-0. Les mouvements sont travaillés, variés, dans tous les sens ; le jeu de mouvement vise à déborder la défense adverse et à laisser dans une situation confortable Jean Gachassin diriger la manœuvre.
La saison de championnat 1968-1969 est très compliquée pour le Football club lourdais. Un conflit mine le club avec d'un côté quatre joueurs des lignes arrières, de l'autre l'entraîneur Roger Martine et la majorité des joueurs dont Michel Crauste. Après plusieurs incidents, un refus des premiers de jouer un match de championnat, le club est éliminé en seizièmes de finale. Roger Martine démissionne définitivement, plusieurs joueurs sont sur le départ. Le 18 mai 1969, Jean Prat est évincé du comité directeur du FC Lourdais. Jean Gachassin décide lui aussi de quitter le club. Michel Crauste reste au club. En 1971, il est victime d'un grave accident qui l'éloigne des terrains. À la suite de cette blessure, il met un terme à sa carrière en 1972.
Il meurt à Pau le 2 mai 2019, à 84 ans des suites d’une embolie pulmonaire,,.

## Palmarès

### En club
En cinq saisons passées avec le Racing club de France, Michel Crauste remporte le championnat de France 1958-1959 et perd la finale en 1956-1957. Dès sa première saison avec le club de Lourdes, il est champion de France en 1959-1960. Il gagne un nouveau titre en 1967-1968. C'est le dernier titre au plus haut niveau du club. Il remporte le Challenge Yves du Manoir en 1966 et 1967.

### En équipe nationale
Michel Crauste a remporté quatre Tournois en 1959, 1960, 1961 et en 1962. En 1959, c'est la première victoire seule de l'histoire de la France. En 1960 et en 1961, c'est le Petit Chelem, une victoire sans défaite (trois matchs gagnés et un match nul).
| Édition           | Rang | Résultats France | Résultats M. Crauste | Matchs M. Crauste |
| ----------------- | ---- | ---------------- | -------------------- | ----------------- |
| Cinq Nations 1958 | 3    | 2 v, 0 n, 2 d    | 2 v, 0 n, 2 d        | 4/4               |
| Cinq Nations 1959 | 1    | 2 v, 1 n, 1 d    | 1 v, 1 n, 1 d        | 3/4               |
| Cinq Nations 1960 | 1    | 3 v, 1 n, 0 d    | 3 v, 1 n, 0 d        | 4/4               |
| Cinq Nations 1961 | 1    | 3 v, 1 n, 0 d    | 3 v, 1 n, 0 d        | 4/4               |
| Cinq Nations 1962 | 1    | 3 v, 0 n, 1 d    | 3 v, 0 n, 1 d        | 4/4               |
| Cinq Nations 1963 | 2    | 2 v, 0 n, 2 d    | 2 v, 0 n, 2 d        | 4/4               |
| Cinq Nations 1964 | 3    | 1 v, 1 n, 2 d    | 1 v, 1 n, 2 d        | 4/4               |
| Cinq Nations 1965 | 2    | 2 v, 1 n, 1 d    | 2 v, 1 n, 1 d        | 4/4               |
| Cinq Nations 1966 | 2    | 2 v, 1 n, 1 d    | 2 v, 1 n, 1 d        | 4/4               |

Légende : v = victoire ; n = match nul ; d = défaite ; la ligne est en gras quand il y a Grand Chelem.

## Statistiques en équipe nationale

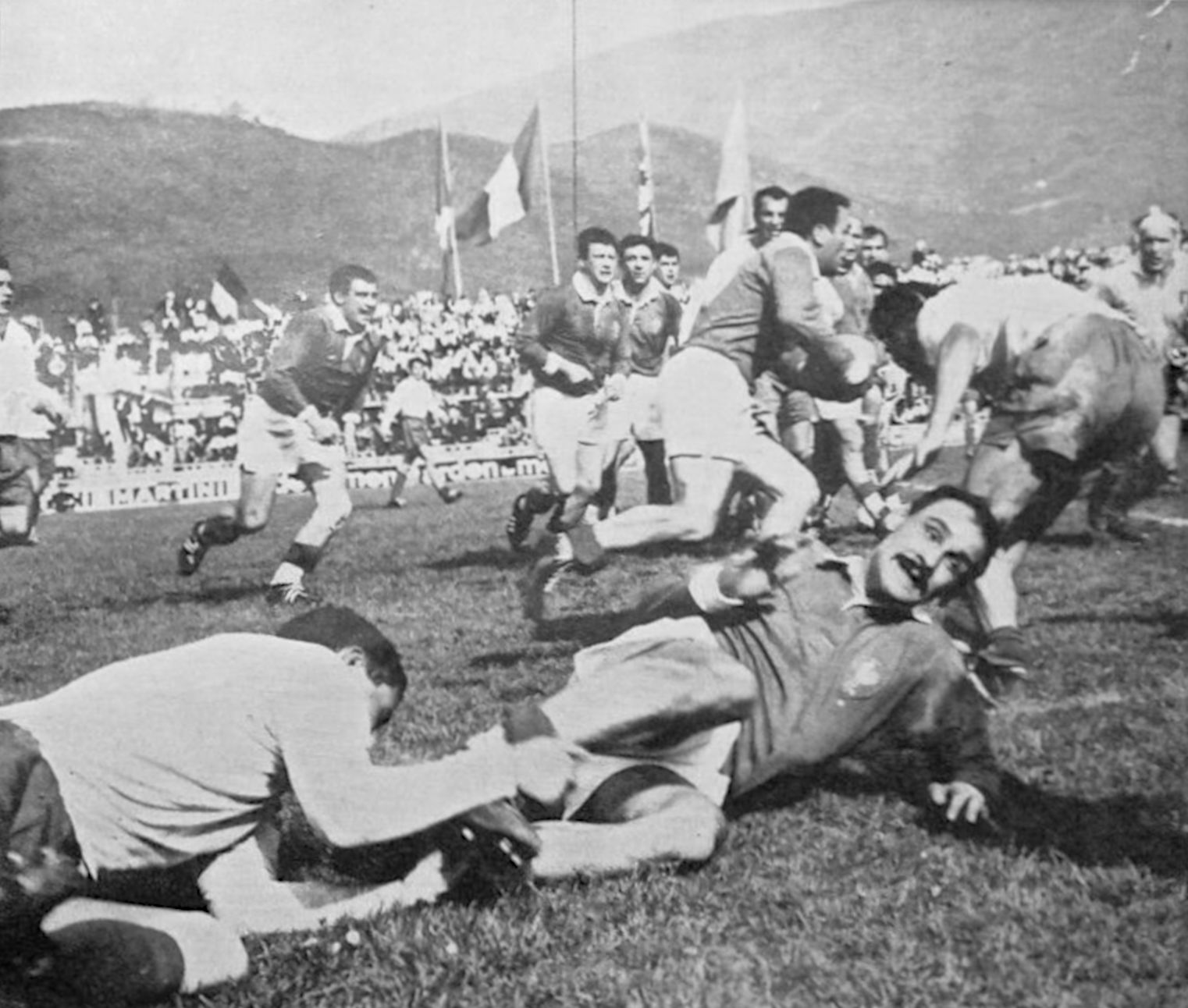
Michel Crauste avec l'équipe de France en 1962.

De 1957 à 1966, Michel Crauste dispute 62 matchs avec l'équipe de France au cours desquels il marque 30 points, 10 essais. Il participe notamment à neuf Tournois des Cinq Nations de 1958 à 1966. Il remporte deux Petits Chelem et deux autres tournois. Il participe aux tournées en Nouvelle-Zélande et en Australie en 1961, en Afrique du Sud en 1964.
Michel Crauste débute en équipe nationale à l'âge de 22 ans en mai 1957, joue régulièrement jusqu'au dernier match du Tournoi 1966. De 1960 à 1966, il dispute même 44 matchs consécutifs avec l'équipe de France, record pour l'époque; en 2007, seuls Roland Bertranne (46) et Philippe Sella (45) le dépassent. De 1957 à 1966, il ne manque que trois matchs, dont deux de la tournée de l'équipe de France de rugby à XV en 1958 en Afrique du Sud, car il préfère rester au chevet de sa femme, malade.
Il est capitaine de l'équipe de France à 22 reprises avec un résultat de 15 victoires, de 5 matchs nuls et de deux défaites.
Avec 63 matchs joués à la fin de sa carrière, Crauste détient alors le record du plus grand nombre de capes avec l'équipe de France, dépassant l'ancien record national de 51 sélections en 1964, jusque là détenu par Jean Prat. Le record de Crauste tient jusqu'en 1972, battu par Benoît Dauga.

## Style

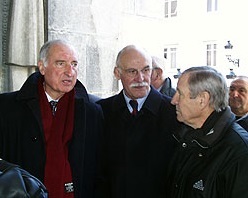
À Lourdes en 2005, Michel Crauste, président du FC Lourdes, accueille Raymond Kopa et Pierre Albaladejo lors des obsèques de Jean Prat.

Michel Crauste est un combattant généreux et souriant, qui gagne l'attachement de ses coéquipiers. Il est l'auteur de cravates et de manchettes, il en reçoit également. Il a d'abord des qualités physiques : au lycée d'Aire-sur-l'Adour, il brille en athlétisme. Il est un excellent sauteur en touche longue, grâce à sa détente. Il entretient sa condition physique et parvient ainsi à durer au haut niveau.
« Il passait toujours devant. Il incarnait la gentillesse. On se serait fait hacher menu pour ne pas le décevoir » témoignait Walter Spanghero.

## Reconnaissances, impact médiatique et populaire
Michel Crauste obtient l'Oscar du Midi olympique (meilleur joueur français du championnat) en 1961, terminant second en 1964.
À son retour de la tournée victorieuse de l'équipe de France en Afrique du Sud en 1964, il est décoré Chevalier de la Légion d'honneur par le Général de Gaulle en novembre 1966. Il est élevé au grade d'officier dans l'ordre national de la Légion d'honneur en 2010.
Michel Crauste devient un phénomène médiatique avec sa moustache, son front dégarni, sa générosité sur le terrain. Il fait partie du « pack des bestiaux » de la tournée de 1964 en Afrique du Sud. C'est un combattant généreux et souriant, un client de choix pour la télévision naissante ; il plaît au Français moyen avec ses bons mots. « Les gars, je vous le dis, on va faire de vilains vieux ! », dit-il un jour à ses coéquipiers de la sélection nationale, devant la glace du vestiaire.
Il est surnommé Le Mongol ou Attila car il a une stature imposante, un crâne chauve et une moustache « à la Zapata »,.

## Autres activités

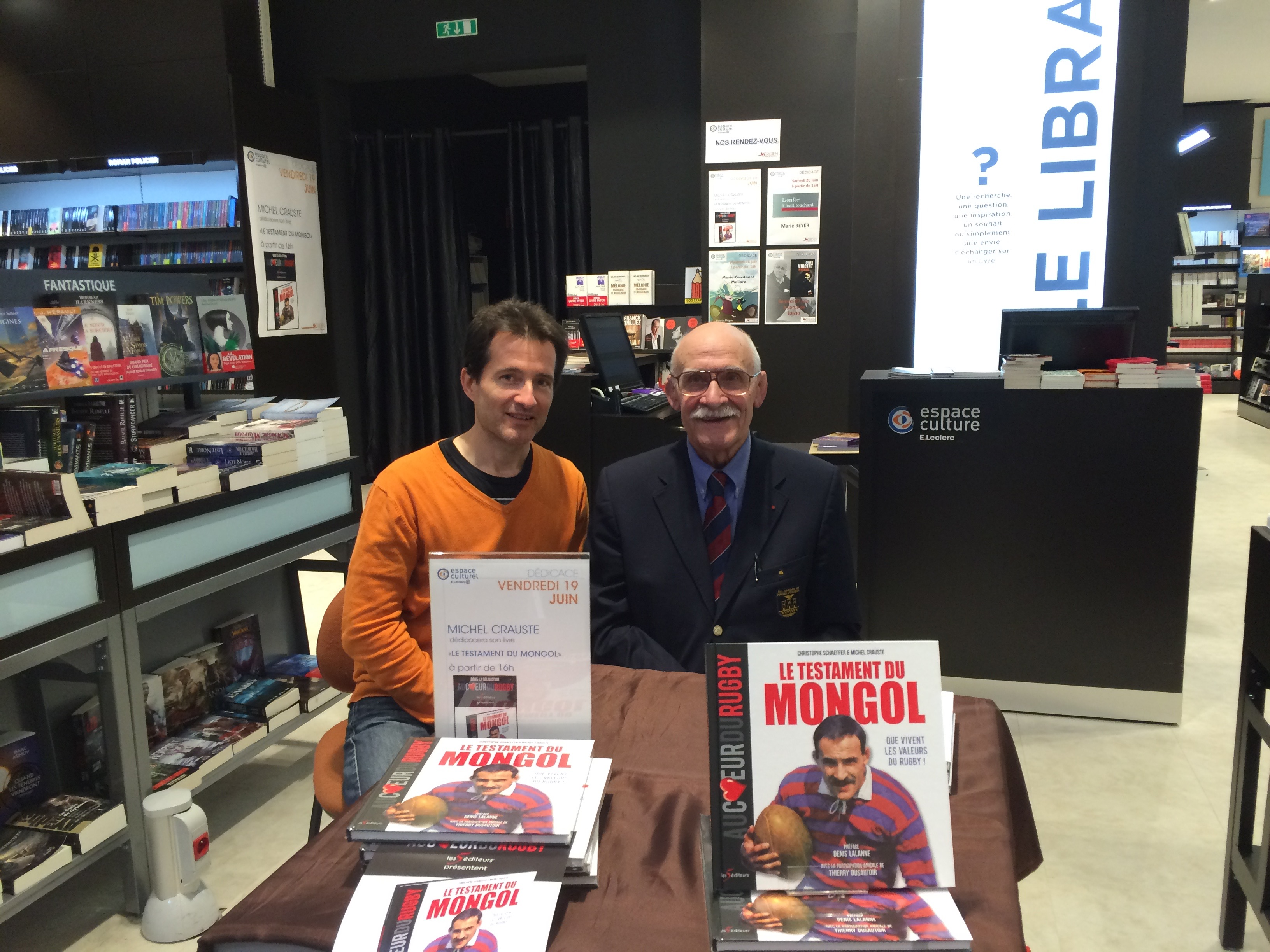
À Tarbes en 2015, Michel Crauste et Christophe Schaeffer font la promotion de l'ouvrage écrit ensemble.

À côté du rugby, il travaille à l'Électricité de France, tout comme François Moncla et Arnaud Marquesuzaa. Une mutation administrative lui donne un poste à Pau (Pyrénées-Atlantiques) en 1959. Il reste à l'Électricité de France jusqu'à sa retraite professionnelle.

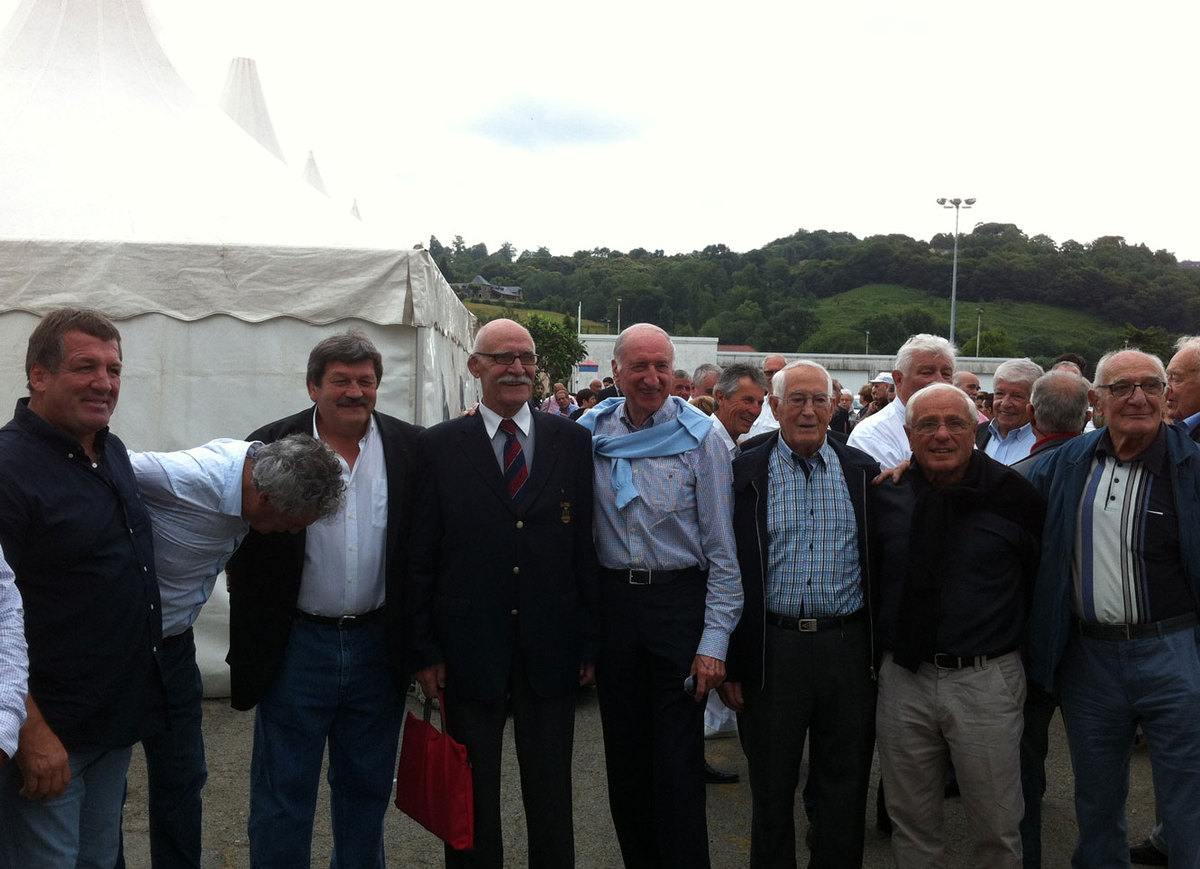
Michel Crauste accueille des Lourdais et des adversaires de son époque pour ses 80 ans.

En 1971, dans un match corporatif entre Pau et Bayonne, il est victime d'un grave accident : victime d'une fracture et d'un déplacement d'une vertèbre cervicale, il est atteint de paralysie. L'opération est délicate, la rééducation longue.
Il entraîne Lourdes en 1970, Morlaàs pendant dix ans, Bagnères deux,. Il est entraîneur de Morlaàs la saison de la montée en deuxième division en 1974-1975. Le 18 août 1979, avec Jean Gachassin, il fête son jubilé,.
Il est dirigeant de la Fédération française de rugby à XV, élu en avril 1991 mais en démissionne en décembre de la même année à la suite de la défaite de Jean Fabre, successeur naturel d'Albert Ferrasse, à la présidence.
Il est adjoint au maire, chargé du sport, dans la commune de Lons, dans la banlieue de Pau. Il rejoint ensuite Lourdes en 1997.
Michel Crauste est président du FC Lourdes à compter de 1998. Il redresse la situation financière du club en sept années. En 2013, il se retire à l'âge de 79 ans ; il est également conseiller municipal de la ville de Lourdes de 2002 à 2014,,.
Il a écrit le livre Au feu du rugby, paru aux éditions Solar en 1973 (278 pages), et préfacé le livre de Renaud de Laborderie, Jean Prat : mêlée ouverte, éd. Calmann-Lévy, 1968. En mai 2015, le philosophe Christophe Schaeffer écrit avec lui son testament rugbystique sur les valeurs de ce jeu pour les générations futures : Le Testament du Mongol, paru aux éditions Les 5 éditeurs et préfacé par Denis Lalanne et Thierry Dusautoir,.